# 400 mètres féminin aux championnats du monde d'athlétisme en salle 2012
Navigation
2010 2014
Le 400 mètres féminin des Championnats du monde en salle 2012 a lieu les 9 et 10 mars dans l'Ataköy Athletics Arena.

## Records et performances

### Records
Les records du 400 m femmes (mondial, des championnats et par continent) étaient avant les championnats 2012, les suivants :
| Record du monde           | Jarmila Kratochvílová | Tchécoslovaquie | 49 s 59 | Milan     | 7 mars 1982      |
| Record des championnats   | Olesya Forsheva       | Russie          | 50 s 04 | Moscou    | 12 mars 2006     |
| Record d'Afrique          | Charity Opara         | Nigeria         | 50 s 73 | Stuttgart | 1er février 1998 |
| Record d'Asie             | Li Yajun              | Chine           | 52 s 27 | Pékin     | 24 février 1996  |
| Record d'Amérique du Nord | Christine Amertil     | Bahamas         | 50 s 34 | Moscou    | 12 mars 2006     |
| Record d'Amérique du Sud  | Aliann Pompey         | Guyana          | 51 s 83 | New York  | 26 février 2010  |
| Record d'Europe           | Jarmila Kratochvílová | Tchécoslovaquie | 49 s 59 | Milan     | 7 mars 1982      |
| Record d'Océanie          | Maree Holland         | Australie       | 52 s 17 | Budapest  | 4 mars 1989      |

### Bilans mondiaux
Les bilans mondiaux avant la compétition étaient:
| 1  | Sanya Richards-Ross  | États-Unis | 50 s 71 |
| 2  | Aleksandra Fedoriva  | Russie     | 51 s 18 |
| 3  | Vania Stambolova     | Bulgarie   | 51 s 26 |
| 4  | Patricia Hall        | Jamaïque   | 51 s 66 |
| 4  | Natasha Hastings     | États-Unis | 51 s 66 |
| 6  | Deedee Trotter       | États-Unis | 51 s 68 |
| 7  | Antonina Krivoshapka | Russie     | 51 s 81 |
| 8  | Yulia Gushchina      | Russie     | 51 s 92 |
| 9  | Irina Davydova       | Russie     | 51 s 94 |
| 10 | Leslie Cole          | États-Unis | 52 s 10 |

## Résultats

### Finale
Ces données proviennent du site officiel du World Athletics,
| Rang               | Athlète             | Nation      | Temps   | Note |
| ------------------ | ------------------- | ----------- | ------- | ---- |
| Médaille d'or      | Sanya Richards-Ross | États-Unis  | 50 s 79 |      |
| Médaille d'argent  | Aleksandra Fedoriva | Russie      | 51 s 76 |      |
| Médaille de bronze | Natasha Hastings    | États-Unis  | 51 s 82 |      |
| 4                  | Vania Stambolova    | Bulgarie    | 51 s 99 |      |
| 5                  | Shana Cox           | Royaume-Uni | 52 s 13 | PB   |
| 6                  | Denisa Rosolová     | Tchéquie    | 52 s 48 |      |

### Demi-finales
Ces données proviennent du site officiel du World Athletics,

Les deux premières de chaque demi-finale sont qualifiées pour la finale.
| Place | Athlète              | Nation     | Temps   | Note |
| ----- | -------------------- | ---------- | ------- | ---- |
| 1     | Natasha Hastings     | États-Unis | 51 s 87 | Q    |
| 2     | Vania Stambolova     | Bulgarie   | 51 s 87 | Q    |
| 3     | Nataliya Pyhyda      | Ukraine    | 51 s 98 | SB   |
| 4     | Moa Hjelmer          | Suède      | 52 s 29 | NR   |
| 5     | Muizat Ajoke Odumosu | Nigeria    | 54 s 06 |      |
| —     | Aliann Pompey        | Guyana     | DNF     |      |

| Place | Athlète             | Nation                     | Temps   | Note |
| ----- | ------------------- | -------------------------- | ------- | ---- |
| 1     | Shana Cox           | Royaume-Uni                | 52 s 69 | Q    |
| 2     | Denisa Rosolová     | Tchéquie                   | 52 s 78 | Q    |
| 3     | Dominique Blake     | Jamaïque                   | 53 s 00 |      |
| 4     | Irina Davydova      | Russie                     | 53 s 02 |      |
| 5     | Maria Enrica Spacca | Italie                     | 53 s 71 |      |
| —     | Tiandra Ponteen     | Saint-Christophe-et-Niévès | DNF     |      |

| Place | Athlète             | Nation      | Temps   | Note |
| ----- | ------------------- | ----------- | ------- | ---- |
| 1     | Sanya Richards-Ross | États-Unis  | 50 s 99 | Q    |
| 2     | Aleksandra Fedoriva | Russie      | 51 s 79 | Q    |
| 3     | Patricia Hall       | Jamaïque    | 53 s 21 |      |
| 4     | Nadine Okyere       | Royaume-Uni | 53 s 66 |      |
| 5     | Bimbo Miel Ayedou   | Bénin       | 54 s 26 | SB   |
| 6     | Meliz Redif         | Turquie     | 54 s 48 |      |

### Séries
Ces données proviennent du site officiel du World Athletics,
| Rang | Athlète             | Nation                    | Temps   | Note |
| ---- | ------------------- | ------------------------- | ------- | ---- |
| 1    | Denisa Rosolová     | Tchéquie                  | 52 s 95 | Q    |
| 2    | Vania Stambolova    | Bulgarie                  | 52 s 97 | Q    |
| 3    | Maria Enrica Spacca | Italie                    | 53 s 74 | q    |
| 4    | Déborah Rodríguez   | Uruguay                   | 57 s 08 | PB   |
| 5    | Sharon Kwarula      | Papouasie-Nouvelle-Guinée | 59 s 56 |      |

| Rang | Athlète          | Nation   | Temps         | Note  |
| ---- | ---------------- | -------- | ------------- | ----- |
| 1    | Nataliya Pyhyda  | Ukraine  | 52 s 02       | Q, SB |
| 2    | Patricia Hall    | Jamaïque | 52 s 99       | Q     |
| 3    | Meliz Redif      | Turquie  | 53 s 55       | q     |
| 4    | Amaliya Sharoyan | Arménie  | 56 s 41       |       |
| 5    | Danielle Alakija | Guam     | 1 min 00 s 00 | PB    |
| 6    | Amy Atkinson     | Fidji    | 1 min 05 s 99 | NR    |

| Rang | Athlète                  | Nation                     | Temps   | Note |
| ---- | ------------------------ | -------------------------- | ------- | ---- |
| 1    | Sanya Richards-Ross      | États-Unis                 | 52 s 81 | Q    |
| 2    | Nadine Okyere            | Royaume-Uni                | 53 s 56 | Q    |
| 3    | Tiandra Ponteen          | Saint-Christophe-et-Niévès | 53 s 74 | q    |
| 4    | Bimbo Miel Ayedou        | Bénin                      | 54 s 44 | q NR |
| 5    | Geisa Aparecida Coutinho | Brésil                     | —       | DQ   |

| Rang | Athlète              | Nation              | Temps   | Note |
| ---- | -------------------- | ------------------- | ------- | ---- |
| 1    | Aleksandra Fedoriva  | Russie              | 53 s 26 | Q    |
| 2    | Dominique Blake      | Jamaïque            | 53 s 39 | Q    |
| 3    | Muizat Ajoke Odumosu | Nigeria             | 53 s 47 | q    |
| 4    | Natacha Ngoye        | République du Congo | 58 s 21 | PB   |
| 5    | Munguntuya Batgerel  | Mongolie            | —       | DQ   |

| Rang | Athlète               | Nation        | Temps         | Note |
| ---- | --------------------- | ------------- | ------------- | ---- |
| 1    | Natasha Hastings      | États-Unis    | 53 s 64       | Q    |
| 2    | Moa Hjelmer           | Suède         | 54 s 01       | Q    |
| 3    | Aliann Pompey         | Guyana        | 54 s 63       | q    |
| 4    | Graciela Martins      | Guinée-Bissau | 59 s 83       |      |
| 5    | Vladislava Ovcharenko | Tadjikistan   | 1 min 00 s 33 | NR   |

| Rang | Athlète           | Nation                          | Temps         | Note |
| ---- | ----------------- | ------------------------------- | ------------- | ---- |
| 1    | Shana Cox         | Royaume-Uni                     | 53 s 24       | Q    |
| 2    | Irina Davydova    | Russie                          | 53 s 58       | Q    |
| 3    | Ambwene Simukonda | Malawi                          | 55 s 51       |      |
| 4    | Kineke Alexander  | Saint-Vincent-et-les-Grenadines | 55 s 88       |      |
| 5    | Gaiane Ustiane    | Géorgie                         | 1 min 01 s 38 | PB   |
| 6    | Maziah Mahusin    | Brunei                          | 1 min 03 s 69 | NR   |

## Légende
Records et Performances
- AR : Record continental (area record)
- CR : Record des championnats (championship record)
- MR : Record du meeting (meet record)
- NR : Record national (national record)
- OR : Record olympique (olympic record)
- PR : Record paralympique (paralympic record)
- PB : Record personnel (personal best)
- SB : Meilleure performance personnelle de la saison (season's best)
- WL : Meilleure performance mondiale de l'année (world leader)
- WJR : Record du monde junior (world junior record)
- WR : Record du monde (world record)

Circonstances et Conditions
- DNF : N'a pas terminé (did not finish)
- DNS : N'a pas pris le départ (did not start)
- DQ : Disqualification (disqualification)
- NM : Aucun essai valable enregistré (No Mark)
- Q : Qualifié « directement » au prochain tour (ou à la prochaine compétition), lors d'une compétition majeure, grâce au classement ou à la réalisation des minima (automatic qualifier)
- q : Qualifié au prochain tour (ou à la prochaine compétition), lors d'une compétition majeure, grâce au repêchage ou à la réalisation de l'une des meilleures performances parmi celles des « non qualifiés directement » (grâce au meilleur temps ou à la meilleure distance par exemple) (secondary qualifier)